# Archytas marmoratus
Archytas marmoratus es una especie de mosca del género Archytas, de la familia Tachinidae, orden Diptera.

## Distribución
Se distribuye por la región neotropical y los Estados Unidos.

## Taxonomía
Fue descrita por Townsend en 1915 y publicada en Townsend, C.H.T. (1915) New muscoid flies, mainly Hystriciidae and Pyrrhosiinae from the Andean Montanya [concl.]. Insector Inscitiae Menstruus (1914) 2: 183-187.